# 吉布森沙漠
吉布森沙漠（英語：Gibson Desert）是位于澳大利亚西澳洲的沙漠，面积约155,000平方公里，为澳大利亚第5大荒漠。它处于西澳大利亚高原中部，大沙沙漠以南，小沙沙漠以东，大维多利亚沙漠以北。平均海拔约500米。吉布森沙漠仍处于原始状态。

## 生物
动植物包含大赤袋鼠、鸸鹋等。